# Raffaello Botticini
Raffaello Botticini (Florence, noté en 1474 – 1520) est un peintre italien de la haute Renaissance, le fils de Francesco Botticini, son collaborateur et son successeur à la tête de l'atelier familial florentin.

## Biographie
Le Tabernacolo del Sacramento, commissionné à son père en 1484 et consacré en 1591 sur le maître-autel de la collégiale Sant'Andrea à Empoli, marque le passage entre le père et le fils, quand Raffaello est appelé par les commanditaires en 1504 pour y effectuer des retouches.

## Œuvres
- Tabernacolo del Sacramento, musée d'Empoli
- San Girolamo et San Sebastiano (1500 env.), Compagnia di Sant'Andrea nella Collegiata, Empoli (avec probablement San Giovanni Battista et Sant'Andrea provenant d'un plus grand ensemble dispersé).
- Annunciazione tra i santi Andrea e Francesco, Raccolta di Arte Sacra del Museo di Fucecchio.
- Madonna col Bambino tra i Santi Pietro, Matteo, Giusto e Giovanni Battista, église dei Santi Martino e Giusto, a Lucardo,sur la commune de  Montespertoli.
- St Jean Baptiste entre St Antoine de Padoue et St François, Musée Salies, Bagnères-de-Bigorre, France.